# 山田まひろ
山田 まひろ（やまだ まひろ、1998年10月15日 - ）は、日本のアイドル。「ポラリスマイル」のメンバー、「ラストアイドル・Someday Somewhere」・「DEAR KISS」の元メンバーである。愛知県出身。
ファンの名称は「まひろんず」

## 略歴

### 2017年
- 2017年の夏頃に行われたテレビ朝日『ラストアイドル』のオーディションに受かり、初期暫定メンバー立ち位置6番に選ばれる[1]。
- 9月10日（9日深夜）放送分にて挑戦者の池松愛理と対戦[2]。勝利し立ち位置6番の席を守るが、10月1日（9月30日深夜）放送分にて挑戦者の鈴木遥夏に完敗し立ち位置6番を受け渡す[3]。
- 10月25日、タワーレコード渋谷店で行われた暫定メンバーによる「第1回ラストアイドル暫定メンバー握手会」の後の握手会にセカンドユニット候補メンバーとして参加[4]。同日に発売されたNONA REEVESのアルバム「MISSION」の中の楽曲『Sweet Survivor』のミュージックビデオに出演する[5]。
- 12月3日（2日深夜）放送分にてセカンドユニット「Someday Somewhere」がお披露目。間島和奏・清原梨央・籾山ひめり・猪子れいあ・木村美咲と共にSomeday Somewhereのメンバーとし活動を始める。
- 12月4日、タワーレコード渋谷店で行われた「第3回ラストアイドル暫定メンバー握手会」に参加し「Again&Again」を披露[6]。
- 12月19日、池袋サンシャインシティ噴水広場で行われたラストアイドルデビューシングル「バンドワゴン」リリースイベントに出演[7][注 1]。
- 12月20日、同日に発売したラストアイドルデビューシングル「バンドワゴン」ではSomeday Somewhereとして「Again&Again」、ラストアイドルファミリーとして「ラスアイ、よろしく」に参加。

### 2018年
- 1月15日、「週刊プレイボーイ・5号」にて『ラストアイドルになれなかった彼女たち』でラストアイドル元暫定メンバーだった間島和奏・小澤愛実・相澤瑠香と一緒にインタビューが掲載。
- 2月14日、Zepp Tokyoで行われた「ラストアイドルファミリーファーストコンサート」に出演[8][注 2]。
- 3月1日 - 14日までSHOWROOMで行われた「関西コレクション出演権争奪！ラストアイドルファミリーバトル」ではブランド特別賞[9] を受賞。
- 5月12日、「テレ朝公式ウォッチガール」のメンバーに選出される。
- 3月21日に行われた「関西コレクション2018Spring＆Summer」ではファッションブランド「Rady」とのコラボでランウェイを歩いた[10]。
- 4月18日、同日に発売したラストアイドル2枚目シングル「君のAchoo!」ではSomeday Somewhereとして「この恋はトランジット」、ラストアイドルファミリーとして「明日の空を見上げるために」に参加。同日、Zepp DiverCityで行われた「ラストアイドルファミリー2ndシングル発売記念コンサート」に出演[11][注 3]。
- 7月31日、ヴィーナスフォート教会広場で行われたラストアイドル3枚目シングル「好きで好きでしょうがない」リリースイベントに出演[12][注 4]。
- 8月1日、同日に発売したラストアイドル3枚目シングル「好きで好きでしょうがない」では「好きで好きでしょうがない」と、まっしゅりん。として「ほっといて」に参加。また映像作品としてType-Aに「訪問販売員 まひろ」が収録されている。
- 10月24日、同日に発売したラストアイドル4枚目シングル「Everything will be all right」ではSomeday Somewhereとして「いつの日かどこかで」、ラストアイドルとして「眩しすぎる流れ星」で参加。同日、池袋サンシャインシティ噴水広場で行われたラストアイドル4枚目シングル「Everything will be all right」リリースイベントに出演[13][注 5]。
- 12月4日、同日に発売されたラストアイドル5枚目シングル「愛しか武器がない」ではSomeday Somewhereとして「窓辺で歌いたい」に参加。
- 12月19日、TOKYO DOME CITY HALLで行われた「ラストアイドル1周年記念コンサート」に出演[14][注 6]。

### 2019年
- 3月23日、川崎市とどろきアリーナで行われたB.LEAGUEの川崎ブレイブサンダース対レバンガ北海道戦のハーフタイムショーにて「歩く芸術」と「大人サバイバー」を初披露。
- 4月17日、同日に発売したラストアイドル6枚目シングル「大人サバイバー」では「大人サバイバー」と一期生の「誰かの夢が叶ったら」に参加。
- 4月20日・21日、お台場パレットタウン・パレットプラザで行われたラストアイドル6枚目シングル「大人サバイバー」リリースイベントに出演[15][注 7]。
- 5月17日、ラストアイドルとして「ミュージックステーション」に初出演。「大人サバイバー」を披露。
- 6月9日、マイナビBLITZ赤坂で行われた「6thシングル『大人サバイバー』発売記念プレミアムライブ」に出演。シャッフルメンバーとして「キレよう！」「サブリミナル作戦」をカバーして披露した[16][注 8]。
- 6月26日、「テレ東音楽祭2019」に出演。
- 8月10日、神宮外苑花火大会にて「青春トレイン」を初披露。
- 8月30日、「ミュージックステーション」2度目の出演。「青春トレイン」を披露。
- 9月11日、同日に発売したラストアイドル7枚目シングル「青春トレイン」では「青春トレイン」とSomeday Somewhereの「悲しい歌はもう歌いたくない」に参加。同日、お台場パレットタウン・パレットプラザで行われたラストアイドル7枚目シングル「青春トレイン」リリースイベントに出演[17][注 9]。
- 9月21日、「CDTV」に初出演。
- 10月7日、「プレミアMelodiX!」に初出演。
- 10月12日、「MUSIC FAIR」に初出演。
- 10月22日、「うたコン」に初出演。
- 12月13日、「くりぃむナンチャラ」に出演。「村西選手権」でラストアイドルとしてドッキリを仕掛けられる。
- 12月19日、「清原梨央のMOTTO‼︎」にSomeday Somewhereとしてゲスト出演。
- 12月25日、カルッツかわさきで行われた「ラストアイドルのヒルライ」「ラストアイドル2周年記念クリスマスコンサート」に出演[18][注 10]。

### 2020年
- 1月4日、タワーレコード渋谷店B1F・CUT UP STUDIOで行われた「ラスアイフェス2020」に出演。
- 2月27日、ラストアイドル・Someday Somewhereから卒業することを公式サイトで発表された[19]。
- 3月31日、テレ朝公式ウォッチガールを卒業。
- 4月2日、「ラストアイドル〜ラスアイ、よろしく〜（AbemaTV版）」で大石夏摘・田中佑奈・加藤ひまりと共に卒業式が行われた。
- 4月5日、ラストアイドル・Someday Somewhereを卒業した。
- 7月11日、DEAR KISS新メンバーお披露目無観客ライブにて新メンバーになる事が発表がされた[20][21][22][23][24]。
- 7月25日、 DEAR KISS無観客ライブを開催。DEAR KISSのメンバーになって初めてライブに全編出演をした[25][26][27]。
- 10月3日、ココだけメールのメール配信を開始[28]。
- 10月9日、DEAR KISS加入後初となる楽曲「World Smile」がDEAR KISS公式YouTubeチャンネルで公開された[29]。
- 12月12日、初めてのバーチャルライブ「DEAR KISS VIRTUAL LIVE Vol.1」を開催。
- 12月29日、TOKYO DOME CITY HALLで行われた「ラストアイドル3周年記念コンサート〜1期生しか勝たん！公演〜生配信」に出演[注 11]。

### 2021年
- 1月24日、TSUTAYA O-WESTで行われた「DEAR KISS 7th ワンマンライブ『DEAREST DREAM』」に出演。同ライブで4月14日に発売される「ダンスはキスのように、キスはダンスのように」でビクターエンタテインメントからメジャーデビューする事が発表された[30]。
- 5月16日、Veats Shibuyaで行われた「DEAR KISS ONEMAN LIVE "DEAREST DREAM #8" 〜『ダンスはキスのように、キスはダンスのように』release party 〜 」に出演[31][32][33][34]。
- 7月23日、DEAR KISS加入1周年を記念して渋谷eggmanで「DEAR KISS 山田まひろ 1周年記念ライブin渋谷eggman〜有客記念祭！！！〜」を開催。セットリストは山田まひろ自身が考案した[35][注 12]。
- 10月10日、渋谷eggmanで生誕祭ライブ「DEAR KISS 山田まひろ生誕祭 in渋谷eggman〜初の有客生誕祭〜」を開催[36][注 13]。
- 12月22日、渋谷eggmanで行われた「NEW-ERA w/PAST 〜6years & future〜-2019→2021-」内でDEAR KISS加入後2枚目のシングルとなる「ハッピー」が2022年3月16日に発売することが発表された[37]。

### 2022年
- 5月3日、SHIBUYA PLEASURE PLEASUREで行われた「DEAR KISS 7th anniversary "DEAREST DREAM 2Days"」内でDEAR KISS加入後初となるソロ曲「ヒカリのミチシルベ」[注 14]を初披露した[38]。
- 10月16日、渋谷eggmanで生誕祭ライブ「山田まひろです！（DEAR KISS）生誕祭 in渋谷eggman」を開催。
- 11月25日 - 27日、DEAR KISS加入後初となる海外イベント「Anime Festival Asia 2022」のライブに出演[39]。

### 2023年
- 8月23日、「全力坂」に出演し、本氷川坂を完走する[40]。
- 9月4日、「全力坂」2回目の出演。氷川坂を完走する[41]。
- 9月26日、浅草永室堂とDEARKISSのコラボ生氷を5日間開催。山田まひろは生シャインマスカット味を提供した[42]。
- 10月14日、渋谷eggmanで生誕祭ライブ「DEAR KISS 山田まひろ生誕祭」を開催[注 15]。
- 10月28日、DEARKISS加入後初となる出身地での凱旋ライブが行われた[43]。またラストアイドル・Someday Somewhere卒業後では初めて「この恋はトランジット」をDEARKISSメンバーでカバー披露した[44]。
- 11月24日 - 26日、海外イベント「Anime Festival Asia 2023」のライブに出演[39]。

### 2024年
- 3月1日 ‐ 4月26日まで行われたモバイルアプリ「ロードモバイル」のコラボイベントにDEARKISSメンバーとして参加する[45]。
- 3月30日・31日、海外イベント「Sakura: Anime Garden 2024」のライブに出演[46]。
- 5月3日 ‐ 5日、海外イベント「AFA Indonesia 2024」のライブに出演[47]。
- 7月28日・29日、海外イベント「AFA Creators Super Fest Singapore 2024」のライブに出演。
- 9月2日、DEARKISSとしての活動終了を発表する[48]。
- 10月20日、SHIBUYA CYCLONEで生誕祭ライブ「DEAR KISS 山田まひろ生誕祭」を開催。ラストアイドル暫定メンバー以来の「バンドワゴン」をソロ披露した。
- 11月22日、DEARKISSのメンバーとしての活動を終える。

### 2025年
- 3月18日、新しいアイドルグループ「ポラリスマイル」で活動することを発表する。

## 人物
- Someday Somewhere在籍時の担当カラーは黄色。
- 特技はダンス（ジャズとタップダンス）・柔軟・卵料理[49]。
- 趣味はショッピング・ライブ鑑賞・カラオケ・漫画を読むこと[50]。
- 好きな食べ物はマカロン・アイス・きゅうり。
- SKE48の杉山愛佳は愛知に居たときからの知り合いで同じダンススクールに通っていた。
- トイ・ストーリーが好きで一番好きなキャラクターはMr.ポテトヘッドである。
- テレ朝公式ウォッチガールの好きな番組の項目は「ミュージックステーション」。
- DEAR KISS加入後2枚目シングル「ハッピー」のリリースきっかけでDEAR KISSの「TikTok」担当になる。[51]

## 出演

### テレビ
- ラストアイドル（テレビ朝日）
  - （2017年8月12日 - 9月30日）- 暫定メンバーで出演。
  - （2017年12月2日 - ） - Someday Somewhereで出演。
- ラストアイドル ラスアイ、よろしく！ （2018年10月13日 - 2020年4月2日、テレビ朝日）
- 警部補・碓氷弘一 〜マインド〜（2018年11月25日、テレビ朝日）[52]
- ミュージックステーション（2019年5月17日[53]・8月30日[54]、テレビ朝日)
- くりぃむナンチャラ（2019年12月13日[55]、テレビ朝日）
- ラストアイドル in AbemaTV（2018年6月3日・17日・7月1日・22日・8月5日・19日・26日、AbemaTV）
- CDTV（2019年9月21日、TBSテレビ）[56]
- テレ東音楽祭2019（2019年6月26日、テレビ東京）[57]
- プレミアMelodiX!（2019年10月7日、テレビ東京）[58]
- MUSIC FAIR（2019年10月12日、フジテレビ）[59]
- うたコン（2019年10月22日、NHK）[60]
- ラストアイドルファミリー1stコンサート（2018年3月24日、CSテレ朝チャンネル）
- ラストアイドルファミリー2ndコンサート（2018年6月17日、CSテレ朝チャンネル）
- ラスアイ 、4時間よろしく！SP ～1周年コンサート全曲公開！＆大打ち上げバトル！～（2019年2月23日、CSテレ朝チャンネル）
- 六本木アイドルフェスティバル2018 DAY-2 完全版（2018年10月28日、CSテレ朝チャンネル）
- 六本木アイドルフェスティバル2019（2019年10月12日、CSテレ朝チャンネル）
- テレビ朝日・六本木ヒルズ 夏祭り SUMMER STATION 音楽 LIVE 2019（2019年9月15日、CSテレ朝チャンネル）
- ラストアイドル2周年記念コンサート（2020年2月23日、CSテレ朝チャンネル）
- いいコト!（2019年11月9日・23日、岩手朝日テレビ）
- 青春音楽バラエティ『𠮷井さん～オヤジの音楽狩り～』（2020年7月21日、テレビ神奈川）
- ラストアイドル3周年記念コンサート ～1期生しか勝たん！公演～【舞台裏貴重映像＆SPインタビュー付き完全版】（2021年2月6日、CSテレ朝チャンネル）
- WONDER WHEEL（2021年6月11日、TOKYO MX）[61]
- 関内デビル（2022年3月7日 - 11日、テレビ神奈川）[62]
- Love music（2022年3月13日、フジテレビ）[63]
- 全力坂（2023年8月23日・9月4日、テレビ朝日）[64][65][66][67]
- トレンドクリップ（2023年9月9日、BS-TBS）[68]
- バラバラ大作戦「めざせ！切り出し職人」（2024年4月24日、テレビ朝日）[69]

### ラジオ
- 徳光正行のあなたをもっと知りたくて！（2018年2月7日、SMART USEN）
- 清原梨央のMOTTO‼︎（2019年12月19日、南海放送）
- Hyper Night Program GOW !!（2021年3月10日、FM FUKUOKA）
- J-HITS RADI×MATION（2021年4月9日・2022年3月25日、ラジオ大阪）[70][71]
- HOT AIR WAVE（2021年4月12日 - 16日、FM三重）[72]
- Sky Tune OITA（2021年4月14日/2022年3月16日、FM大分）[73][74]
- パンゲア（2021年4月14日、エフエム・クマモト）[75]
- Update Evening！（2021年4月15日、FM福井）[76]
- MUSIC BREAK（2021年4月15日、e-radio）[77]
- チュウモリ木曜日 推シマシ（2021年4月15日/2022年3月3日、CBCラジオ）[78][79]
- マダムとマドカの魔女会（2021年4月16日、エフエム宮崎）[80]
- ラジオキング（2021年4月17日/2022年3月19日、NBCラジオ佐賀）[81][82]
- the canadian clubの音選たまご（2021年4月18日、FMGIFU）[83]
- FAMILY DISCO（2021年4月18日、Tokyofm）[84]
- PUSH851（2021年4月18日、FM大阪）[85]
- 志成館高等学院 presents 夢 自分流！（2021年4月23日、エフエム・クマモト）[86]
- らじいしワイド764（2021年5月19日、ラジオ石巻）[87]
- 沢井里奈のさわやか#さわーたいむ（2022年3月12日、FMAICHI）[88]
- 木村美恵のアイドルパラダイス（2022年3月12日、ラジオ関西）[89]
- UMEDA Midnight Pops（2022年3月12日、ウメダFM）[90]
- EVENING STREET（2022年3月16日、FM AICHI）[91]
- Welcome to radio3（2022年3月19日、FM三重）[92]
- MORNING SPLASH（2022年3月21日、エフエム岐阜）[93]
- 60TRY部（2022年3月24日、ラジオ日本）[94]
- ラジピタリティevening（2022年11月4日、FMいわき）[95]
- #きみとバイク〜裏きみとラジオ〜（2024年11月23日、レインボータウンFM）

### インターネット生放送
- ラストアイドルバンドワゴンリリース記念 メンバー＆ファミリー全員生出演SP  (2017年12月20日、ニコニコ生放送)
- ラストアイドルファミリー総出演 ｢君のAchoo!｣発売記念特番  (2018年4月19日、ニコニコ生放送)
- ラストアイドル生出演　6thシングル大人サバイバーリリース記念特番  (2019年4月21日、ニコニコ生放送)
- @JAM THE WORLD （2020年8月3日、MIXCHANNEL）
- DEAR KISS メジャーデビュー記念！見にきた方が414（よいよ）LIVE!!（2021年3月2日、LINELIVE）
- 月刊#6時のラジオ（2021年4月7日、LINELIVE）
- WONDER WHEEL（2021年4月20日/2022年3月15日、YouTubeLIVE）[96]
- DEAR KISS 山田まひろ1周年記念スペシャル（2021年7月12日、LINELIVE）[97]
- TALKINʼABOUT"mini"Vol.2（2021年9月8日、YouTubeLIVE）[98]
- TALKINʼABOUT（2021年10月4日、YouTubeLIVE）[99]
- DEAR KISS 2nd Singleリリース記念 スペシャルトーク番組（2022年1月12日、LINELIVE）[100]
- ｢ハッピー」 (Global Edition)リリース記念‟世界にハッピーを届けよう"スペシャル!!（2022年3月22日、YouTubeLIVE）[101]
- SHAKE UP WALLOP（2023年11月16日、WALLOPアプリ・YouTubeLIVE）[102]
- アイチャレ!!#131（2023年11月30日、YouTubeLIVE）[103]

### 映画
- みをつくし料理帖（2020年10月16日）[104]

### ネット配信
- ブックパス×ラストアイドルグラビアブックバトル（2018年8月17日）[105]

### ミュージックビデオ
- NONA REEVES「Sweet Survivor[106]」

### ライブ
Someday Somewhere・ラストアイドル
- ラストアイドルファミリーファーストコンサート@Zepp Tokyo  (2018年2月14日）
- ラストアイドルファミリー2ndシングル発売記念コンサート in Zepp DiverCity （2018年4月18日）
- ラストアイドル1周年記念コンサート@TOKYO DOME CITY HALL （2018年12月19日）
- 6thシングル「大人サバイバー」発売記念プレミアムライブ＠マイナビBLITZ赤坂  (2019年6月9日)
- ラスアイの夏やすみ2018  (2018年8月10日・11日・13日・15日・17日・18日・19日)
- ラスアイの夏やすみ2019  (2019年8月7日)
- ラスアイ秋の朝練2018・ラスアイの朝練2019 （2018年10月14日・21日・11月17日/2019年2月16日）
- ラスアイのヨルライ  (2018年10月23日・11月6日・27日/2019年1月10日・2月26日・3月5日・26日・5月23日・28日・6月11日・7月23日・9月3日・10月1日・10月15日・11月19日・12月3日/2020年1月21日・2月25日)
- ラストアイドルのヒルライ@カルッツかわさき（2019年12月25日）
- ラストアイドル2周年記念クリスマスコンサート@カルッツかわさき（2019年12月25日）
- ラスアイフェス2020（2020年1月4日）
- ラストアイドル3周年記念コンサート〜1期生しか勝たん！公演〜生配信[注 16](2020年12月29日)

DEAR KISS
- 新メンバーお披露目無観客ライブ  (2020年7月11日)
- @JAM ONLINE FESTIVAL（2020年8月29日）
- 無観客ライブ＆ネットサイン会（2020年7月25日・8月15日・9月19日・11月15日・12月26日/2021年1月6日）
- 無観客ライブ〜山田まひろバースデーお祝いライブ〜&ネットサイン会（2020年10月18日）
- 無観客ライブ〜齋藤里佳子バースデーお祝いライブ〜&ネットサイン会（2020年10月31日）
- DEAR KISS VIRTUAL LIVE Vol.1（2020年12月12日）
- 無観客ライブ〜伊山摩穂バースデーお祝いライブ〜&ネットサイン会（2021年1月9日）
- DEAR KISS 7th ワンマンライブ『DEAREST DREAM』@TSUTAYA O-WEST（2021年1月24日）
- 無観客ライブ〜四島早紀バースデーお祝いライブ〜（2021年2月6日）
- メジャーデビューシングルリリースミニライブ＆インターネットサイン会（2021年3月14日）
- 「ダンスはキスのように、キスはダンスのように」[Global Edition]配信記念LIVE!（2021年4月9日）
- DEAR KISS メジャーデビューシングル「ダンスはキスのように、キスはダンスのように」発売記念ミニライブ＆インターネットサイン会（2021年4月14日）
- YouMake SHIBUYA VIRTUAL MUSIC LIVE（2021年5月8日）[107]
- DEAR KISS ONEMAN LIVE "DEAREST DREAM #8" 〜「ダンスはキスのように、キスはダンスのように」release party 〜 @Veats Shibuya（2021年5月16日）[108]
- DEAR KISS ののこ生誕祭 in渋谷eggman〜2年振りの有客生誕祭！！！〜@渋谷eggman（2021年6月27日）[109]
- DEAR KISS 山田まひろ 1周年記念ライブin渋谷eggman〜有客記念祭！！！〜@渋谷eggman（2021年7月23日）[110]
- @JAM EXPO 2020-2021（2021年8月28日）[111]
- 50/50LIVE@表参道GROUND（2021年9月26日）[112]
- DEAR KISS 山田まひろ生誕祭 in渋谷eggman〜初の有客生誕祭〜@渋谷eggman（2021年10月10日）[113]
- DEAR KISS 齋藤里佳子生誕祭 in渋谷eggman（2021年10月31日）[114]
- ［LIVE FOWARD "2000% RAD"］-FIFTY-FIFTY  inc.×渋谷eggman 40th.anniversary-（2021年11月14日）[115]
- 「NEW-ERA w/PAST 〜6years & future〜」-2016→2018-@渋谷eggman（2021年12月11日）[116]
- 「NEW-ERA w/PAST 〜6years & future〜」-2019→2021-@渋谷eggman（2021年12月22日）[117]
- DEAR KISS 伊山摩穂生誕祭 in渋谷eggman（2022年1月15日）[118]
- @JAM MEETS 〜オールナイトスペシャル〜 vol.3（2022年2月10日）[119]
- DEAR KISS 四島早紀 生誕祭 in渋谷eggman（2022年2月11日）[120]
- DEAR KISS presents「FUKUOKA Happy Days」Vol.1 Vol.2@DRUM SON（2022年3月5日）[121][122]
- 50/50LIVE Vol.3@渋谷eggman（2022年3月13日）[123]
- メジャーニューシングル「ハッピー」発売記念配信ライブ＆インターネットサイン会 （2022年3月17日）[124]
- DEAR KISS ONEMAN LIVE " DEAREST DREAM #9" ～「ハッピー」release party ～ @Veats Shibuya（2022年4月10日）[125]
- 「ZAWA Fes.2022 GWSP Day1」Part.1 スペシャルスリーマンライブ@埼玉所沢ジャパンパビリオン（2022年4月30日）[126]
- DEAR KISS 7th anniversary "DEAREST DREAM 2Days"@SHIBUYA PLEASURE PLEASURE（2022年5月3日・4日）[127]
- Chu-Z東名阪ツアー2022「原点回帰」＠代官山UNIT（2022年5月22日）[128]
- ワンストプロジェクト presents「TODAY is the BIRTHDAY!?」@渋谷eggman（2022年6月12日）[129]
- @JAM MEETS～オールナイトスペシャル～vol.4@川崎CLUB CITTA（2022年6月17日）[130]
- DEAR KISS フリーライブ in 渋谷マルイ「DEAR KISS お久しぶりの渋谷マルイ フリーライブ！！よろしくお願いします！！」（2022年6月19日）[131]
- DEAR KISS ののこ生誕祭 ＠渋谷eggman（2022年6月25日）[132]
- DEAR KISS定期公演 in 渋谷eggman（2022年7月2日・16日・8月19日・9月17日、12月10日）[133][134][135][136][137]
- DEAR KISS 渋谷マルイ フリーライブ！！撮影曲あり！＠渋谷マルイ （2022年7月30日）[138]
- morning KISS＠SHIBUYA eggman（2022年8月7日）[139]
- DEAR KISS 渋谷マルイ フリーライブ！！渋谷マルイラストまで楽しみましょう！@渋谷マルイ（2022年8月11日）[140]
- DEAR KISS 渋谷マルイ フリーライブ！！浴衣きたあ～～！！＠渋谷マルイ（2022年8月21日）[141]
- DEAR KISS フリーライブ！！初めまして！マルイ錦糸町屋上！最初で最後の錦糸町屋上！（2022年9月19日）[142]
- THREE DiVA by 50/50 ＠渋谷eggman（2022年10月2日）[143]
- 山田まひろです！（DEAR KISS）生誕祭 in渋谷eggman（2022年10月16日）[144]
- 齋藤里佳子（DEAR KISS）生誕祭 in渋谷 eggman （2022年10月29日）[145]
- one fiftieth in 50/50 -DAY1-／-DAY2-＠渋谷eggman（2022年11月12日、13日）[146]
- DEAR KISS定期公演～DEAR KISS、3年ぶりにシンガポール行ってきますの～！！！ in 渋谷eggman（2022年11月20日）[147]
- Anime Festival Asia 2022@シンガポール（2022年11月25日・26日・27日）[148]
- DEAR KISS 上野マルイ フリーライブ！！初めまして！上野マルイ！（2022年12月11日）[149]
- DEAR KISS定期公演 クリスマス スペシャル in 渋谷eggman（2022年12月21日）[150]
- DEAR KISSミニライブ＆特典会@キャナルシティ博多サンプラザステージ（2022年12月24日）[151]
- Kyushu Girls Wing vol,9～2022→2023＠Zepp Fukuoka（2022年12月25日）[152]
- THREE DiVA by 50/50 ～2023～@Shibuya eggman（2023年1月6日）[153]
- 新春！あけましておめでとうございます！～2023年もDEAR KISSと～@Shibuya eggman（2023年1月7日）[154]
- DEAR KISS ノンストップライブ定期公演 in eggman（2023年1月22日）[155]
- DEAR KISS 2月1発目定期公演！＠Spotify O-nest（2023年2月5日）[156]
- 四島早紀（DEAR KISS）生誕祭 in 渋谷eggman（2023年2月18日）[157]
- DEAR KISS 3月定期公演！ ＠渋谷eggman（2023年3月12日）[158]
- DEAR Fes.2023 supported by アナフェス＠日比谷公園音楽堂（2023年3月21日）[159]
- DEAR KISS～齋藤里佳子～「卒業公演」＠渋谷eggman（2023年4月2日）[160]
- DEAR KISS 新体制 初！お披露目 定期公演 in 渋谷eggman（2023年4月29日）[161]
- DEAR KISS 緊急LIVE ～8周年記念～ in eggman@渋谷eggman（2023年5月5日）[162]
- Killer Tune SHIBUYA 2023 GWSP Vol.2@SHIBUYA CYCLONE（2023年5月7日）[163]
- DEAR KISS×Meik 熱々２マン LIVE～パフォーマンス編～＠渋谷eggman（2023年5月13日）[164]
- Music has no borders vol.63~YU Birthday SPECIAL~@GRIT at Shibuya（2023年5月15日）[165]
- #ガルスピ vol.13＠GRIT at Shibuya（2023年5月21日）[166]
- DEAR KISS新体制！定期公演 @GRIT at shibuya（2023年5月21日）[167]
- NEW NOISE!- extra cross session 2023 -（2023年5月25日）[168]
- Next World Vol.103＠SHIBUYA CYCLONE（2023年6月3日）[169]
- #ガルスピ vol.14~3MAN~@渋谷eggman（2023年6月10日）[170]
- DEAR KISS ののこ生誕祭@渋谷eggman（2023年6月24日）[171]
- #ガルスピ vol.15@渋谷eggman（2023年7月1日）[172]
- ”LIVE STUDIO LODGE Anniversary event”「JUMP UP!!」＠LIVE STUDIO LODGE（2023年7月12日）[173]
- DEAR KISS 上野マルイ フリーライブ！！新体制初めまして！（2023年7月15日）[174]
- DEAR KISS定期公演「Road to ワンマンライブ」＠渋谷eggman（2023年7月16日）[175]
- るかしら生誕祭～2023～＠CHICHALL SHIBUYA（2023年7月22日）[176]
- #ガルスピ vol.16~DEARKISSワンマン応援企画!!~@渋谷eggman（2023年7月29日）[177]
- DEAR KISS 錦糸町マルイ フリーライブ！！浴衣ライブ＆特典会！（2023年7月30日）[178]
- DEAREST DREAM #10＠赤羽ReNY alpha（2023年8月12日）[179]
- Otani pre.【Music has no borders~SUMMER FES2023~】＠GRIT at Shibuya（2023年8月13日）[180]
- @JAM EXPO 2023 supported by UP-T@横浜アリーナ（2023年8月26日）[181]
- DEAR KISSワンマンアフターパーティー@渋谷eggman（2023年8月27日）[182]
- #笑祭り ぇみちぃスーパーウルトラハイパーフェス@東京キネマ倶楽部（2023年9月2日）[183]
- DEAR KISS 桜庭かすみ生誕祭@渋谷eggman（2023年9月3日）[184]
- OKA SONIC 2023（2023年9月16日・17日）[185]
- ちゅらまちゅり〜サーキット編〜@渋谷WOMB（2023年9月20日）[186]
- DEAR KISS 9月定期公演〜ソロ曲有り公演〜@渋谷eggman（2023年9月24日）[187]
- Otani pre.【Music has no borders~premium~】@Shibuya DIVE（2023年9月26日）[188]
- DEAR KISS 上野マルイ屋上フリーライブ！！（2023年9月30日）[189]
- Hang Out!!（2023年10月5日）[190]
- ベトナムフォーフェスティバル2023（2023年10月7日）[191]
- DEAR KISS 山田まひろ生誕祭＠渋谷eggman（2023年10月14日）[192]
- DEAR KISS ハロウィン公演〜仮装ライブ〜@渋谷eggman（2023年10月21日）[193]
- DEAR KISS定期公演in名古屋〜まひろん凱旋ライブ！〜＠今池GLOW（2023年10月28日）[194]
- 原山フェス@愛知産業大学（2023年10月29日）[195]
- Ruri Birthday party 2023 ~Friends全員集めちゃいましたLive~（2023年11月5日・10日）[196]
- S・P・P @SHIBUYA PLEASURE PLEASURE（2023年11月13日）[197]
- DEAR KISS シンガポール行ってきます公演＠渋谷eggman（2023年11月18日）[198]
- Anime Festival Asia Singapore 2023（2023年11月24日・25日・26日）[199]
- DEAREST DREAM #11〜Heartbeat〜@赤羽ReNY alpha（2023年12月3日）[200]
- ちゅらまちゅり〜サーキット編〜＠渋谷WWW（2023年12月11日）[201]
- Music has no borders~GRIT at Shibuya 2ndAnniversary~（2023年12月13日）[202]
- FIFTY-FIFTY GAME@SHIBUYA THE GAME（2023年12月16日）[203]
- DEAR KISS定期公演 ChristmasSP！＠渋谷eggman（2023年12月23日）[204]
- DEAR KISS 新年あけましておめでとう公演（2024年1月7日）[205]
- GIRLS☆DELIGHT#245-新宿サーキットSP-＠新宿DHNoA（2024年1月8日）[206]
- JUMP UP!! 〜New Year Party 2024〜＠LIVE STUDIO LODGE（2024年1月9日）[207]
- FIFTY-FIFTY GAME vol.2@SHIBUYA CYCLONE（2024年1月14日）[208]
- GIRLS★LIGHT#48@TwinBoxAKIHABARA（2024年1月19日）[209]
- DEAR KISS 朝パジャマ公演@渋谷eggman（2024年1月28日）[210]
- DEAR KISSフリーライブ@リバーウォーク北九州（2024年2月3日）[211]
- DEAR KISS 福岡対バン公演やるばい2024@DRUM Be-1（2024年2月4日）[212]
- DEAR KISS 四島早紀生誕祭@渋谷eggman（2024年2月10日）[213]
- FIFTY-FIFTY GAME vol.3@渋谷eggman（2024年2月11日）[214]
- 透明写真 presents 「MOVE YOUR FEET」@新宿MARZ（2024年2月18日）[215]
- ちゅらまちゅり〜サーキット編〜@Veats Shibuya（2024年2月20日）[216]
- GIRLS☆DELIGHT#259＠新宿ReNY（2024年2月23日）[217]
- SAKANA&JAPAN FESTIVAL2024 in 代々木（2024年2月25日）[218]
- Make Happy!!＠LIVE STUDIO LODGE（2024年2月29日）[219]
- Otani pre.【Music has no borders~3rd Anniversary TOUR~NAGOYA】＠NAGOYA JAMMIN'（2024年3月1日）[220]
- DEAR KISS定期公演〜春コーデ私服公演〜＠渋谷eggman（2024年3月3日）[221]
- DREAMING MONSTER presents『MONSTER BOX vol.2』＠GOTANDA G7（2024年3月5日）[222]
- GIRLS☆DELIGHT#262-WhitedaySpecial-＠神田明神ホール（2024年3月16日）[223]
- Otani pre.【Music has no borders~3rd Anniversary TOUR~OSAKA】@BANANA HALL（2024年3月19日）[224]
- FIFTY-FIFTY GAME vol.4＠GARRET udagawa（2024年3月23日）[225]
- Sakura: Anime Garden 2024（2024年3月30日・31日）[226]
- DEAR KISS定期公演〜今年が本当の8周年記念ライブ💋〜＠渋谷eggman（2024年4月6日）[227]
- GIRLS☆DELIGHT#268＠VeatsSHIBUYA（2024年4月7日）[228]
- Otani pre.【Music has no borders~3rd Anniversary TOUR~TOKYO FINAL】＠Shibuya DIVE（2024年4月12日）[229]
- GIRLS☆DELIGHT#269＠神田明神ホール（2024年4月13日）[230]
- アソビタリナイ＠川崎CLUB CITTA'（2024年4月17日）[231]
- DEAR KISS インドネシア行ってきます公演＠渋谷eggman（2024年4月21日）[232]
- JUMP UP!!＠LIVE STUDIO LODGE（2024年4月24日）[233]
- 肉祭2024（2024年4月28日）[234]
- AFA Indonesia 2024(2024年5月3日・4日・5日)[235]
- DEAR KISS定期公演〜日本帰ってきました公演〜@渋谷eggman(2024年5月12日)[236]
- AKANE Fes 2024@GRIT by shibuya (2024年5月16日)[237]
- AGE FES@SHIBUYA DESEO(2024年5月24日)[238]
- FIFTY-FIFTY GAME vol.5@渋谷eggman(2024年5月26日)[239]
- ベトナムフェスティバル2024(2024年6月1日)[240]
- GIRLS☆DELIGHT#285@WITH HARAJUKU HALL(2024年6月1日)[241]
- DEARKISS × ノエリル 限定2マンライブ@GRIT at shibuya(2024年6月2日)[242][243]
- Maipenrai Idol Fes Vol.19 Supported by カラオケまねきねこ@赤羽ReNY alpha(2024年6月11日)[244]
- GIRLS☆DELIGHT#286@神田明神ホール(2024年6月16日)[245]
- GIRLS☆DELIGHT#287@Veats SHIBUYA(2024年6月23日)[246]
- DEAR KISS ののこ生誕祭＠渋谷eggman(2024年6月29日)[247]
- DEAR KISS 錦糸町マルイ フリーライブ！！浴衣ライブ＆特典会！(2024年7月7日)[248]
- GIRLS★LIGHT#66＠新宿DHNoA(2024年7月15日)[249]
- LIVE STUDIO LODGE Anniversary event 「Make Happy!!」＠LIVE STUDIO LODGE(2024年7月17日・8月25日)[250][251]
- FIFTY-FIFTY GAME vol.6＠渋谷eggman(2024年7月20日)[252]
- DEAR KISS シンガポール行ってきます公演＠渋谷eggman(2024年7月21日)[253]
- AFA Creators Super Fest Singapore 2024(2024年7月27日・28日)[254]
- FIFTY-FIFTY GAME vol.7＠渋谷eggman(2024年8月12日)[255]
- DEAR KISS定期公演〜夏2024〜＠渋谷eggman(2024年8月10日)[256]
- マスカレイド・アイドル Circuit＠WWWX/SHIBUYA VIDENT(2024年8月13日)[257]
- かすフェス〜かすみめしと歌おう〜＠渋谷eggman(2024年9月1日)[258]
- @ JAM EXPO 2024 supported by UP-T＠横浜アリーナ(2024年9月14日)[259]
- Special 3MAN LIVE＠赤羽ReNY alpha(2024年9月16日)[260][261]
- DEAREST DREAM THE FINAL＠赤羽ReNY alpha(2024年9月16日)[262]
- DEAR KISS定期公演〜ランキング公演〜＠渋谷eggman(2024年9月29日)[263]
- GIRLS☆DELIGHT#304-GOTANDAサーキットSP-＠GOTANDA G3(2024年9月29日)[264]
- ジュミの日＠白金高輪SELENE b2(2024年10月3日)[265]
- Special LIVE in NAGOYA＠Club Zion(2024年10月5日)[266]
- DEAREST DREAM THE FINAL＠Club Zion(2024年10月5日)[267]
- Special LIVE in OSAKA＠ESAKA  MUSE(2024年10月6日)[268]
- DEAREST DREAM THE FINAL＠ESAKA  MUSE(2024年10月6日)[269]
- DEAR KISSフリーライブ@キャナルシティ博多(2024年10月12日)[270]
- DEAREST DREAM THE FINAL＠DRUM SON(2024年10月13日)[271]
- Special LIVE in OITA＠T.O.P.S BittsHALL(2024年10月14日)[272]
- DEAREST DREAM THE FINAL＠T.O.P.S BittsHALL(2024年10月14日)[273]
- Killer Tune SHIBUYA 2024 Special LIVE＠VeatsShibuya（2024年10月19日）[274]
- DEAR KISS 山田まひろ生誕祭＠SHIBUYA CYCLONE（2024年10月20日）[275]
- Killer Tune SHIBUYA 2024 SP FURUKAWA 47 SONIC!!!!!（2024年10月26日）[276]
- OMOTESANDO Halloween LIVE 2024＠表参道GROUND（2024年10月27日）[277]
- FIFTY-FIFTY GAME」vol.9 Halloween Night SP＠渋谷eggman（2024年10月31日）[278]
- Special 4マンLIVE＠品川ステラホール（2024年11月3日）[279]
- GIRLS☆DELIGHT#311-秋の夢千祭DAY2-＠横浜ランドマークホール（2024年11月3日）[280]
- GIRLS☆DELIGHT#312-秋の夢千祭DAY3-＠シティホール五反田（2024年11月4日）[281]
- Great Hunting Night VOL.96＠原宿ルイード（2024年11月15日）[282]
- DEAR KISS最後の定期公演〜LAST KISS〜＠渋谷eggman（2024年11月17日）[283]
- DEAREST DREAM #12〜たくさんの愛をありがとう〜＠横浜ReNY beta（2024年11月22日）[284]
- Anime Festival Asia Singapore 2024（2024年11月29日・30日・12月1日）[285]

### イベント
Someday Somewhere・ラストアイドル
- 第1回ラストアイドル暫定メンバー握手会＠タワーレコード渋谷 (2017年10月24日)
- 第3回ラストアイドル暫定メンバー握手会＠タワーレコード渋谷 (2017年12月4日)
- ラストアイドル デビューシングル「バンドワゴン」発売記念イベント@池袋サンシャインシティ噴水広場 (2017年12月19日)
- ラスアイファミリーinサンリオピューロランド(2018年2月25日)
- 関西コレクション2018Spring＆Summer (2018年3月21日)
- 第1回ラストアイドルファミリー ファンミーティング (2018年3月24日)
- ギュウ農フェス (2018年4月8日)
- ビバラポップ! (2018年5月6日)
- 文化放送 Presents 青空FES! (2018年6月24日)
- アイドル横丁夏まつり!!～2018～ (2018年7月7日)
- テレビ朝日・六本木ヒルズ夏祭り SUMMER STATION 音楽LIVE 2018 (2018年7月14日)
- 六本木アイドルフェスティバル2018 (2018年7月29日)
- ラストアイドル 3rdシングル「好きで好きでしょうがない」発売記念イベント ＠ヴィーナスフォート 教会広場 (2018年7月31日)
- ラストアイドル「好きで好きでしょうがない」発売記念 ＠コーチャンフォー若葉台店（2018年8月1日）
- Tokyo Idol Festival 2018 (2018年8月3日・4日・5日)
- 超☆汐留パラダイス！-2018SUMMER- (2018年8月13日)
- SUMMER SONIC 2018 (2018年8月18日)
- ＠JAM EXPO 2018 (2018年8月25日)
- わーすた Summer LIVE TOUR 2018 ～JUMPING SUMMER～ (2018年9月16日)
- 第2回ファンミーティング＠ヴィーナスフォート教会広場 (2018年10月20日)
- ラストアイドル 4thシングル「Everything will be all right」発売記念 ＠池袋サンシャインシティ噴水広場 (2018年10月24日)
- KAWASAKI Halloween 映画『がっこうぐらし！』スペシャルステージ (2018年10月28日)
- ラストアイドル「Everything will be all right」発売記念＠サッポロファクトリー (2018年11月24日)
- 限定クリスマスイベント (2018年12月24日)
- TOKYO IDOL PROJECT×@JAM ニューイヤープレミアムパーティー2019 (2019年1月2日)
- 時間主総会@Zepp DiverCity (2019年1月31日)
- ラストアイドルカフェ (2019年2月11日・14日・20日・3月3日)
- B.LEAGUE公式戦 (2019年3月23日・24日)
- ラストアイドル6thシングル「大人サバイバー」発売記念＠イオンモール木曽川 (2019年4月6日)
- ラストアイドル6thシングル「大人サバイバー」発売記念イベント＠お台場パレットタウン (2019年4月20日・4月21日)
- スタンプコンプリート者限定スペシャルイベント (2019年5月6日)
- AVIOT新プロダクトローンチパーティー (2019年5月10日)
- Rakuten GirlsAward 2019 SPRING/SUMMER （2019年5月18日）
- ラストアイドル7thシングル「青春トレイン」発売記念＠くずはモール (2019年7月6日)
- テレビ朝日・六本木ヒルズ夏祭り SUMMER STATION 音楽LIVE 2019 (2019年7月13日)
- 第3回 ラスアイファンミーティング@KeyStudio (2019年7月20日)
- 六本木アイドルフェスティバル2019 (2019年7月26日)
- ラストアイドル×筋肉食堂【一日店長】(2019年7月30日)
- Tokyo Idol Festival 2019 (2019年8月2日・3日・4日)
- 神宮外苑花火大会 (2019年8月10日)
- SUMMER SONIC 2019 (2019年8月18日)
- ラストアイドル 7thシングル「青春トレイン」発売記念＠お台場パレットタウン (2019年9月11日)
- ラストアイドル7thシングル「青春トレイン」発売記念＠ラソラ札幌 (2019年9月15日)
- ラストアイドル「青春トレイン」発売記念ファンミーティング＠THE GRAND HALL (2019年9月15日)
- ラストアイドル「青春トレイン」  POP UP STORE@SHIBUYA 109 DISP!!!（2019年9月18日）
- Someday Somewhere『Autumn&Winter2019ファッションショー』@イオンモール盛岡南センターコート（2019年11月3日）
- 高校バスケ SoftBankウインターカップ2019（2019年12月29日）
- ラストアイドルカフェ～ラストアイドルとチョコレート工場～ (2020年2月22日・3月11日)

DEAR KISS
- Meik ㊗︎20歳!! 生誕祭 配信ライブ（2020年8月17日）
- DEAR KISSポップアップショップ（2021年4月3日・8日・12日・16日・17日・18日/2022年3月16日・18日・19日・20日・21日）
- いちご姫コンテスト2021@久留米シティプラザ久留米座（2021年7月31日）[286]
- DEAR KISSポップアップショップ＠博多マルイ（2021年7月30日・31日・8月1日）[287]
- 「ダンスはキスのように、キスはダンスのように」@キャナルシティ博多サンプラザステージ（2021年8月1日）[288]
- 「ハッピー」リリースイベント@キャナルシティ博多サンプラザステージ （2022年3月6日）[289]
- DEAR KISSニューシングル「ハッピー」発売記念イベント in イオンモール幕張新都心（2022年3月27日）[290]
- TZ GAME Labs（2022年5月20日）[291]
- 「邪神ちゃんドロップキック」邪神ちゃん誕生日お祝いセレモニー@マルイ錦糸町（2022年10月28日）[292]
- 平工業高等学校・文化祭「平工祭」（2022年11月4日）[293][294]
- DEAR KISS 撮影会 in Singapore（2022年11月26日/2023年11月25日/2024年3月31日）[295][296][297]
- DEAR KISS Dinner 会（2022年11月26日/2023年11月25日）[298]
- DEAR KISS ＆ LANA クリスマス福岡オフ会（2022年12月24日）[299]
- 邪神ちゃんテンinサッポロファクトリー（2022年12月29日）[300]
- 北海道！でっかいどう！！2022年をDEAR KISSと締め括るですの～～！！！～feat.邪神ちゃん～@cube garden（2022年12月29日）[301]
- DEAR KISS トークショー＠マルイ錦糸町店1F（2023年1月14日）[302]
- 京都初オフ会 DEAR KISSと世界遺産近辺で撮影会！（2023年9月17日）[303]
- DEARKISSとジブリパークで撮影会（2023年10月28日）[304]
- DEAR KISS 大阪オフ会「道頓堀散策」（2024年3月20日）[305]
- Fan Club Lunch in Singapore（2024年3月30日）[306]
- Fan Club Dinner in Indonesia(2024年5月4日)[307]
- Fan Club Lunch in Indonesia(2024年5月5日)[308]
- Fan Club Dinner in Singapore(2024年7月27日)[309]
- DEAR KISS 私服撮影会 in Singapore(2024年7月28日)[310]
- DEAR KISS 私服トークショー＠DRUM SON(2024年10月13日)[311]
- Fan Club Dinner in Singapore〜Day1〜（2024年11月29日）[312]
- Fan Club Dinner in Singapore〜Day2〜（2024年11月30日）
- DEAR KISS 私服撮影会 in Singapore（2024年12月1日）

## 書籍

### 雑誌
- 週刊プレイボーイ・5号（2018年1月15日）
- TopYell NEO 2020 AUTUMN（2020年9月30日）

### フリーペーパー
- bounce 448号（2021年3月25日）